# Cerro Mogote
El Cerro Mogote o Mogote de los Congos, es un cerro ubicado en las Sierras Chicas, en el centro oeste de la provincia de Córdoba, República Argentina.
Alcanza los 1.046 metros sobre el nivel del mar y se encuentra 25 kilómetros al oeste de la ciudad de Córdoba, en territorio municipal de la ciudad de Malagueño, al norte de la Autopista Justiniano Posse (Ruta 20) que une la capital provincial con Villa Carlos Paz y el Valle de Punilla.
Este cerro se ubica dentro de la Reserva Natural de la Defensa, un área protegida que nació en los años 40 tras la expropiación de tierras realizadas por el presidente argentino Juan Domingo Perón con el fin de crear un sitio para actividades de entrenamiento militares. Actualmente la reserva cubre unas 15 mil hectáreas y se encuentra bajo el control del Tercer Cuerpo de Ejército.
La riqueza ambiental del Cerro Mogote es de gran valor y está compuesta por numerosas especies de fauna y flora nativas que conviven en un ecosistema casi virgen, sumado a la gran cantidad de pequeños arroyos que circulan entre las laderas montañosas.
La reserva natural garantiza el buen estado de conservación de estas tierras y las mantiene a salvo del avance urbano que el área metropolitana de Córdoba experimenta, especialmente hacia las zonas montañosas.
El cerro Mogote, junto al cerro La Rosilla de Los Cocos ubicado unos kilómetros al norte, gozan de una ubicación estratégica óptima para brindar telecomunicaciones en la ciudad de Córdoba y el Valle de Punilla. Por tal motivo en el cerro Mogote se encuentran numerosas torres de transmisión utilizadas para enlaces de radio, microondas, internet, telefonía y televisión UHF. En esta locación funciona la primera torre de televisión digital de la provincia de Córdoba, que transmite canales televisivos hacia todo el Gran Córdoba.
El ascenso al cerro se realiza por un serpenteante y estrecho camino pavimentado de 13 kilómetros que parte desde la autopista cerca del vecindario de San Nicolás.